# Acrocercops tripolis
Acrocercops tripolis är en fjärilsart som beskrevs av Edward Meyrick 1921. Acrocercops tripolis ingår i släktet Acrocercops och familjen styltmalar. Inga underarter finns listade i Catalogue of Life.